# Clubiona mujibari
Clubiona mujibari este o specie de păianjeni din genul Clubiona, familia Clubionidae, descrisă de Kalipada Biswas și Raychaudhuri, 1996.
Este endemică în Bangladesh. Conform Catalogue of Life specia Clubiona mujibari nu are subspecii cunoscute.